# ۱۱۹۳ (خورشیدی)
۱۱۹۳ هزار و صد و نود و سومین سال هجری خورشیدی است.

## رویدادها
شورش سال ۱۱۹۳ در دوره ی سلطنت دومین شاه سلسله قاجاریان، فتحعلی‌شاه قاجار : در آن سال، یکی از شاهزاده های قاجار با استفاده از موقعیت اش به عنوان حاکم استرآباد، با ترکمن های محلی پیمان بست، قلعه ی شهر را مسلح کرد و علنا دعوی تاج و تخت نمود. فتحعلی شاه که نیروی اندکی زیر فرمان داشت، به جای اعزام قشون، سه مکتوب فرستاد: نخست به شازده، به این مضمون که اگر اسلحه را زمین بگذارد، مورد عفو قرار میگیرد؛ دومی به رهبران مذهبی شهر با وعده ی پاداش و این یاد آوری که همان شازده اخیراً بعضی از علما را زندانی کرده بود؛ و سومی به اهالی استرآباد بخصوص کدخدایان، که هشدار می داد حضور ترکمنها خطر بزرگی برای بازار است و اعلام می کرد که در سابق مالیات سنگینی از آنان وصول شده است. به نوشته ی  موریه، دو نامه ی آخر تاثیر مورد نظر را به جا گذاشت.
با وخیم تر شدن اوضاع، جماعتی عظیم از مردمان شهر، به سرکردگی روحانیون و کد خدایان، دروازه های شهری را به روی ترکمنها بستند، شازده ی یاغی را دستگیر کردند، و فوراً به شاه تحویلش دادند. به شهر پاداش در خور داده شد، ترکمنها به منطقه ی خود بازگردانده شدند و شازده چشمانش را از دست داد.